# Juan Carlos Pulido
Juan Carlos Pulido Valera (Caracas, 5 de agosto de 1971-Ibídem, 28 de diciembre de 2023) fue un beisbolista venezolano. Como lanzador, jugó para los Minnesota Twins en 1994 y entre 2003-2004. Bateaba y lanzaba a la izquierda. En la temporada 1993-94 de la Liga Venezolana de Béisbol Profesional ganó el premio Pitcher del Año con los Navegantes del Magallanes.

## Carrera
Inició su carrera en el año 1988 con los Tigres de Aragua, luego en 1991 fue traspasado a los Navegantes del Magallanes en cambio por el infielder Alfredo Pedrique. En 1998 regresó a los Tigres tras un cambio por el lanzador Luis Colmenares y el receptor Víctor Valencia. En 2005 pasó a los Cardenales de Lara en un cambio por Luis Maza. En 2008 fue dejado en libertad y firmado por los Tiburones de La Guaira, siendo su última temporada como jugador activo. Al año siguiente, pasó a ser entrenador de bullpen con los Navegantes del Magallanes. 
Firmado en 1989 por Minnesota, Pulido fue un brillante prospecto en el sistema de granjas de los Twins, pero en 1995 una lesión arruinaría su oportunidades de ser abridor. Después de pasar una temporada con los Twins en ese año protagonizó el primer duelo de lanzadores abridores Venezolanos en las grandes ligas jugando contra Wilson Álvarez pitcher de Chicago White Sox el 12 de junio de 1994 donde la victoria se la llevaría el nacido en Caracas, pasó una década en Ligas Menores antes de volver por dos temporadas con los Twins en 2003 y 2004, 
En tres temporadas, Pulido obtuvo récord de 3-8 con 47 ponches y una efectividad de 5.98 en 111⅔ innings.
A pesar de todo, tuvo una carrera exitosa en la Liga Venezolana de Béisbol Profesional. De por vida, tiene récord de 72-55, con efectividad de 3.16 en 270 apariciones. Allí recibe el apodo de "El Domador de Leones". Se despidió de la pelota venezolana como el lanzador zurdo con más victorias en el diamante en Venezuela.

## Muerte
Falleció el 28 de diciembre de 2023 a los 52 años de edad, en el Hospital Universitario de Caracas, debido a complicaciones gastrointestinales y hepáticas.